# Crystals (Zeitschrift)
Crystals ist eine monatlich erscheinende, begutachtete wissenschaftliche Fachzeitschrift mit thematischem Schwerpunkt Kristallographie, die seit 2011 von MDPI nach dem Open-Access-Modell herausgegeben wird. Der derzeitige Chefredakteur ist Helmut Cölfen. 